# Tháp Mắm
Tháp Mắm est un site archéologique du Viet Nam. 
Le nom peut se traduire par Tour Mắm. 
Le site donne son nom au « style de Tháp Mắm » (du XIIe au XIIIe siècle). Son architecture est aussi dénommée de style Bình Định par Philippe Stern, du nom de cette petite province qui semble coïncider avec l'ancien territoire

## Géographie
De style Cham, le site est situé sur la commune de Nhơn Thành (vi) dans la province de Binh Dinh, près de la citadelle de Đồ Bàn.
La tour date des environs du XIIe siècle et est de la même période que la tour Nhan à Yanta et que la Tháp Cánh Tiên. 

## Histoire
La tour a été nommée par l'archéologue français Jean-Yves Claeys, de l'École française d'Extrême-Orient, en l'honneur de Nguyen Mam, propriétaire du terrain qu'il a fouillé. Selon le chercheur Ngo Van Doanh, dans son ouvrage Ancienne Culture Champa, en 1987, alors qu'il effectuait des travaux de terrain dans cette région, il a rencontré Nguyen Mam, qui lui a confirmé le nom de la tour.

## Description
Le site est découvert par Claeys en 1934. À cette époque, la tour est effondrée, ne laissant que des ruines. Les archéologues découvrent de nombreuses sculptures représentant des dieux et des animaux légendaires. Parmi elles, ils trouvent des représentations de déesses féminines à tête humaine et corps d'oiseau (kinnara), de dieux oiseaux (garuda), de monstres marins (makara) et d'animaux sacrés à tête d'éléphant et corps de lion (gajasimha). 
Les sculptures sont denses, lourdes, détaillées et sculptées avec une grande minutie. Les statues animales ont tendance à être mythiques, fantastiques et exagérées plutôt que réalistes, devenant de belles décorations architecturales. Les statues de garuda ornant les angles des tours, les bras levés, témoignent de l'influence de l'art angkorien.
Selon les scientifiques, le style Bayon de l'architecture d'Angkor et des beaux-arts en général a une grande influence sur le style de la tour Mam, donnant l'apparence à la tour d'un temple khmer.